# النابغة الذبياني
أَبُو إِمَامَةِ زِيَادْ بْنْ مُعَاوِيَة بْنْ ضَبَابِ بْنْ جَابِرْ بْنْ يَرْبُوعِ بْنْ غَيْظِ بْنْ مَرَّةِ اَلذُّبْيَانِي المعروف بِالنَّابِغَةِ اَلذُّبْيَانِي (؟؟؟ -18 ق.هـ/؟؟؟ -605 م). شاعر عربي من شعراء الطبقة الاولى. له قصيدة يعدها البعض من المعلقات، ومطلعها:

## نسبه
زياد بن معاوية بن ضباب بن جابر بن يربوع بن غيظ بن مرة بن عوف بن سعد بن ذبيان بن بغيض بن ريث بن غطفان، أبو أمامة. وبنو مرة بن عوف قوم النابغة أصل نسبهم يرجع إلى مرة بن عوف بن لؤي بن غالب بن فهر بن مالك بن النضر بن كنانة بن خزيمة، من قبيلة قريش من بني كنانة ولكن عوف بن لؤي خرج من قومه ودخل في بني ذبيان الغطفانيين وانتسب إلى سعد بن ذبيان.

## لقبه
النابغة لقب بهذا اللقب لأنه نبغ في الشعر أي أبدع في الشعر دفعة واحده، واختلف النقاد في تعليله وتفسيره، أما ابن قتيبة فيذكر أنه لقب بالنّابغة لقوله:
وردّ ابن قتيبة هذا اللقب إلى قولهم: «ونبغ- بالشعر- قاله بعد ما احتنك وهلك قبل أن يهتر». وفي رأي البغدادي، أن هذا اللقب لحقه لأنه لم ينظم الشعر حتى أصبح رجلاً. وربّما كان اللقب مجازاً، على حدّ قول العرب: نبغت الحمامة، إذا أرسلت صوتها في الغناء، ونبغ الماء إذا غزر. فقيل: نبغ الشاعر، والشاعر نابغة، إذا غزرت مادة شعره وكثرت.

## نشأة الشاعر
ولا يعرف شيئاً يذكر عن نشأة الشاعر قبل اتصاله بالبلاط، فيما خلال ما نقله صاحب الروائع عن المستشرق دي برسفال، من مزاحمة النّابغة لحاتم الطائي على ماوية، وإخفاقه في ذلك.
ويذكر ابن قتيبة أن النّابغة كان شريفاً فغضّ الشعر منه، ويرى صاحب أدباء العرب أن النّابغة من سادة قومه، ويخالف هذا الاتجاه حين يقول: نشأ النّابغة في الوسط من قومه، لا في الذروة من الشرف. ويقول آخرون: ولا معنى لقول الرواة: أنه أحد الأشراف الذين غضّ الشعر منهم.
والنابغة من سادة قومه، لما كان للشعراء من منزلة في الجاهلية وللدور الذي لعبه في توسطه لقومه عند الغساسنة ومنعهم من حربهم، في مواقف عديدة. أما لماذا «غضّ الشعر منه» فزعم لا يقبله النقد الحديث، فقد كان النّابغة معزّزاً عند الملوك، ومكرماً في قومه، وإنما هو حسد الحاسدين الذين لم يقووا على الارتفاع إلى منزلة الشاعر، فراحوا يعيّرونه لتكسبه بالشعر، وربّما قصد بتلك الغضاضة هروبه من بلاط النعمان بن المنذر إثر «حادثة المتجردة».

## مكانة النابغة في الحجاز
أهل الحجاز والبادية كانوا يقدمون زهيرًا والنابغة، وكان أهل العالية لا يعدلون بالنابغة أحدًا، كما أن أهل الحجاز لا يعدلون بزهير أحدًا

## علاقته بالحكام
كان أول اتصال النّابغة ببلاط الحيرة، دخوله على المنذر بن ماء السماء في أواخر ملكه على ما يرجّح النقاد. ومع اندحار اللخميين أمام الغساسنة في معركة يوم حليمة التي دارت بين جيش المنذر بن ماء السماء وجيش الحارث بن جبلة الغسّاني، فقد ظل النّابغة وطيد الصلة بالمناذرة إذ هنأ عمرو بن هند حين ارتقى العرش بعد أبيه. ولكن علاقة الشاعر بالمناذرة انقطعت بعد ذاك ولا سيما في الفترة بين (570- 580)، وهي الفترة التي مثّل فيها دور الشاعر السياسي، لاهتمامه آنذاك بحوادث حرب السباق. ومن الطبيعي أن يمثل النّابغة في حرب «السباق» دوراً له شأنه، وهو الشاعر الرفيع المكانة.

## اتصال النابغة بالمناذرة
وعندما رقي النعمان بن المنذر، أبو قابوس عرش الحيرة، أراد أن يظهر بمظهر الملك العزيز الجانب وينافس أعداءه الغسانيين بمظاهر العظمة. وكان النعمان على ما يظهر محباً للأدب أو كان يدرك على الأقل ما للشعر من أثر كبير في الدعاية للبلاط وتصويره بصورة الفخامة، وهكذا اجتمع في بلاطه جملة من الشعراء كان النّابغة أبرزهم وقد ترك آنذاك الغساسنة وعاد إلى الحيرة.

## علاقته بالنعمان
وتتفق روايات المؤرخين على أن النّابغة نال حظوة كبيرة عند النعمان الذي قرّبه إليه بعد أن أحسن وفادته. ولا شك أن الشاعر نزل من نفس الملك منزلة طيبة فآثره هذا بأجزل عطاياه وأوفر نعمه، مما لم ينله شاعر قبله، ويذكر أبو الفرج الأصفهاني في أغانيه أن النّابغة كان يأكل ويشرب في آنية من الفضة والذهب. وعن ابن قتيبة عن ابن الكلبي الرواية الآتية التي تثبت مكانة الشاعر عند النعمان. قال حسان بن ثابت: رحلت النعمان فلقيت رجلاً فقال: أين تريد فقلت هذا الملك قال: فإنك إذا جئته متروك شهراً، ثم يسأل عنك رأس الشهر ثم أنت متروكد النابغة قوله:
دفع إليه مائة ناقة من الإبل السود، فيها رعاؤها، فما حسدت أحداً حسدي النّابغة لما رأيت من جزيل عطيته، وسمعت من فضل شعره. واستبد النابغة بمودة الملك النعمان وجزيل عطائه وسابغ نعمه، فلا عجب أن يثير هذا حفيظة الشعراء ليعملوا على إفساد علاقته ببلاط الحيرة. ومهما يكن من أمر فإن الدسيسة قد نجحت بعد لأي، وبات الشاعر مهدداً بدمه وحياته، لكنّ حاجب أبي قابوس عصام بن شهبر الجرمي- وكان بينه وبين النّابغة إخاء وصداقة- حذّره من غضب النعمان، ونصحه بترك البلاط، فاضطر النّابغة إلى الفرار، فلجأ إلى الغساسنة، وفي نفسه حسرة، وغيظ، وأمل في العودة. يذكر ابن قتيبة، أن الرواة اختلفوا في السبب الذي حمل الملك النعمان على أن ينذر دم شاعره، على أننا نستطيع أن نحيط بأبرز الدوافع التي أوقعت الجفاء بين أبي قابوس والنابغة.
وذكر قوم أن النابغة هجا الملك بقوله:

## اتصال النابغة بالغساسنة
يقال بأن السبب في مفارقة النّابغة النعمان، ومصيره إلى غسّان، خبر يتصل بحادثة المتجردة. والمتجردة هذه، امرأة النعمان، وكانت فائقة الحسن، بارعة الجمال، وكان النعمان على ما يروى قصيراً دميماً أبرش. وقد تعددت الروايات حول وصف النابغة للمتجردة. قيل بأن النابغة دخل على النعمان، ذات يوم، فرأى زوجته المتجردة وقد سقط نصيفها فاستترت منه بيدها. فأمره النعمان بأن يصفها له فأنشأ قصيدته التي يقول فيها:
وأردف ابن قتيبة يقول: وكان للنعمان نديم يقال له المنخل اليشكري يتهمِ بالمتجردة ويظن بولد النعمان منها أنهم منه، وكان المنخّل جميلاً، وكان النعمان قصيراً دميماً، فلما سمع المنخل هذا الشعر، قال للنعمان: ما يستطيع أن يقول مثل هذا الشعر إلا من قد جرّب. فوقر ذلك في نفسه، وبلغ النابغة ذلك فخافه فهرب إلى الغساسنة.
ولعلّ اتصال النابغة بالغساسنة، أعداء المناذرة، كان سبباً آخر من أسباب حقد الملك على الشاعر، ولا مسوّغ هنا للتفصيل ومناقشة هذه الآراء. وأقام النابغة في بلاط الغساسنة، منقطعاً إلى عمرو بن الحارث الأصغر وإلى أخيه النعمان بن الحارث، وقد امتدح هؤلاء بقصائد عديدة، منها القصيدة البائية التي قالها في مدح عمرو بن الحارث الأصغر والتي مطلعها:
وبقي النابغة عند الغساسنة مدة من الزمن، ينشدهم شعره، ويشاركهم في محافلهم ومجالسهم، جاهداً في ذكر مفاخرهم وانتصاراتهم، إلى أن توفرت أسباب عودته إلى بلاط النعمان فترك جوارهم. وذكر ابن قتيبة أن النعمان قد غمّه امتداح النابغة للغساسنة أعدائه وأيقن أن الذي قذف به عنده باطل، فبعث يستقدمه إليه من جديد بقوله: «إنك صرت إلى قوم قتلوا جدّي فأقمت فيهم تمدحهم، ولو كنت صرت إلى قومك لقد كان لك فيهم ممتنع وحصن إن كنا أردنا بك ما ظننت، وسأله أن يعود إليه». هكذا نظم النابغة اعتذارياته، ثم جاء أبا قابوس مع رجلين من فزارة هما: زبان بن سيار الفزاري ومنظور بن سيّار الفزاري وبينهما وبين النعمان مودة وصفاء وكان الملك قد ضرب لهما قبة، وهو لا يعلم أن النابغة معهما. وقد أشار النابغة على إحدى القيان أن تغني أبياتاً من قصيدته «يا دار مية» ومنها قوله:
فلما سمع الملك النعمان، هذا الشعر قال: هذا شعر علوي، هذا شعر النابغة. وسأل عنه، فأخبر مع صديقيه الفزاريين، الذين كلّماه فيه، فأمّنه النعمان. ومهما يكن من أمر الاختلاف حول أسباب عودة النابغة إلى بلاط الحيرة، فإن الشاعر استرجع مكانته عند الملك النعمان واستأنف مدائحه فيه.

## رأي النقاد
اجتمعت كلمة النقاد على أن النابغة أحد شعراء الطبقة الأولى إن لم يكن رأس هذه الطبقة بعد امرئ القيس، وليس أدلّ على علو منزلته من ترأسه سوق عكاظ وفي ذلك يقول الأصمعي: كان النابغة يضرب له قبة حمراء من أدم بسوق عكاظ، فتأتيه الشعراء فتعرض عليه أشعارها. ومما روي عن أبي عبيدة قوله: يقول من فضّل النابغة على جميع الشعراء: هو أوضحهم كلاماً وأقلهم سقطاً وحشواً، وأجودهم مقاطع، وأحسنهم مطالع ولشعره ديباجة.
وذكر أبو عبيدة أيضاً أنه سمع أبا عمرو بن العلاء يقول: «كان الأخطل يشبّه بالنابغة». وعن أبي قتيبة، قال الشعبي: دخلت على عبد الملك بن مروان وعنده رجل لا أعرفه، فالتفت إليه عبد الملك فقال: من أشعر الناس فقال: أنا، فأظلم ما بيني وبينه، فقلت: من هذا يا أمير المؤمنين فتعجب عبد الملك من عجلتي فقال: هذا الأخطل، فقلت أشعر منه الذي يقول:
فقال الأخطل: صدق أمير المؤمنين، النابغة أشعر مني، فقال عبد الملك: ما تقول في النابغة قلت قد فضله عمر بن الخطاب على الشعراء غير مرّة. ولم تكن منزلة النابغة عند المحدثين بأقل منها عند الأقدمين فقد شهد كثيرون منهم بما في شعره من إيقاع موسيقي، وروعة في التشبيه، وبراعة في أغراض الشعر المتباينة ولا سيما في الوصف والمدح والاعتذار، وفي ديوانه من هذه الفنون العديد من القصائد الدالة على نبوغه وشاعريته، في مخاطبة الملوك وكسب مودّتهم والاعتذار إليهم حتى قيل «وأشعر الناس النابغة إذا رهب»، وقال عنه بديع الزمان الهمذاني: والنابغة «لا يرمي إلا صائباً».
وفي طليعة العوامل التي أسهمت في تفوق شاعرية أبي أمامة في ضروب المعاني ومختلف الأساليب، رجاحة فكره، إذ كان ذا بصيرة بمواطن الكلام، متميزاً بنظرته الثاقبة والقدرة على الملاءمة بين الأقوال والمواقف، يحسن بباعث الموهبة والذائقة التي صقلتها الدربة والمراس، الملاءمة بين ركني المقال أي بين الصورة والجوهر، فهو يؤدي الدلالات دقيقة لأنه يجيد انتقاء الألفاظ الدالة ووضعها في مواضعها الصحيحة في سياقه الشعري العام.
ولعلّ السمة اللافتة في شعره ذاك التأثر بالظروف المكانية والزمانية الذي حمله على أن يضفي على فنونه طابعاً من الواقعية مستمداً من البيئة البدوية أو الحضرية، فهو جزل شديد الأسر في أوصافه الصحراوية، رقيق عذب واضح العبارة بعيد عن الخشونة ممعن في السهولة، في وصف حالات الوجدان، وفي أداء الخواطر أو إرسال الحكم، إلا إذا اقتضت البلاغة الإبقاء على لفظة غير فصيحة لكنها دالة، كلفظة الشعثِ في قوله:

## وصلات خارجية
- واحة المعلّقات.
- بوابة الشعراء: ديوان النابغة الذبياني.